# Романовський Георгій Федорович
Романовський Георгій Федорович (23 квітня 1940, Миколаїв — 5 липня 2020) — доктор технічних наук, професор, Заслужений діяч науки і техніки України, Президент Академії наук суднобудування України, академік Академії наук вищої школи України, дійсний член Королівського інституту кораблебудування та інституту морських інженерів Великої Британії, ректор Національного університету кораблебудування імені адмірала Макарова з 1993 р. до 2008 р.
Зробив значний внесок у розвиток вітчизняної науки і техніки в галузі суднового машинобудування, автор теорії плазмової інтенсифікації процесів згоряння, газової турбіни, дизеля, парогенератора. Науковий керівник розробки унікальних плазмових систем.

## Біографічні відомості
Романовський Георгій Федорович народився 23 квітня 1940 р. в сім'ї службовців. У 1957 р. закінчив миколаївську СШ № 38. Після закінчення Миколаївського кораблебудівного інституту імені адмірала Макарова (МКІ) в 1964 р. (спеціальність інженер-механік з суднових силових установок) працює на кафедрі суднових парових і газових турбін. Спочатку як асистент, потім аспірант, старший викладач. У 1969 р. в Ленінградському кораблебудівному інституті успішно захищає кандидатську дисертацію, пов'язану з дослідженням радіально-осьової турбінної щаблі з парціальним підведенням робочого тіла. У 1973 р. затверджений у вченому званні доцента. З 1971 по 1986 рік був деканом вечірнього судномеханічного і машинобудівного факультетів. Потім до 1992 р. — проректор МКІ з навчальної роботи. У 1992 р. обирається завідувачем кафедри суднового енергетичного устаткування і турбоагрегатів (тепер — кафедра турбін). Докторська дисертаційна робота за темою «Підвищення ефективності суднових енергетичних установок плазмовою інтенсифікацією спалювання палив» захищена в 1986 р. У 1988 р. затверджений у вченому званні професора. В 1993 р. обирається на посаду ректора Миколаївського кораблебудівного інституту (з 1994 р. — Український державний морський технічний університет). Очолював університет з 1993 р. до 2008 р. У 2008—2014 рр. очолював кафедру турбін Машинобудівного інституту НУК ім. адм. Макарова.

## Наукова діяльність
Професор Романовський Г. Ф. — широко відомий в Україні і за кордоном учений; очолює науковий напрямок по дослідженню, розробці, створенню і впровадженню ефективних пристроїв підготовки та спалювання палив у судновій і стаціонарній енергетиці. Під його керівництвом в університеті проводяться дослідження для вітчизняних і закордонних підприємств турбобудування та енергетичного машинобудування. Розробки наукового колективу Г. Ф. Романовського знайшли широке застосування в промисловості. На замовлення підприємств різних галузей в університеті виготовляються системи плазмового займання палив, які успішно працюють на сотнях газотурбінних двигунів на магістральних газопроводах. Романовський Г. Ф. керує також дослідженнями з підвищення ефективності паливовикористання в суднових двигунах і парогенераторах зі створенням пристроїв акустичної, магнітної та електроімпульсної обробки палив і плазмохімічних систем для камер згоряння і топок. 27 його учнів підготували й успішно захистили кандидатські та докторські дисертації.
Має біля 400 публікацій в українських і закордонних виданнях, біля 50 винаходів, є автором 6 монографій, 42 навчальних і довідкових посібників.

## Звання
Романовський Г. Ф. — голова регіонального відділення Південно-наукового центру Національної академії наук, президент Академії наук суднобудування України, академік 7 українських та міжнародних академій наук, президент Миколаївського відділення Малої академії наук, дійсний член Королівського інституту кораблебудування та Інституту морських інженерів (Англія, Лондон), має диплом і знак «Ярослав Мудрий» Академії наук вищої школи України. У 2001 році Георгій Федорович визнаний громадянином року в номінації «Вища освіта» (Рішення Миколаївської міської ради від 26 вересня 2002 р. № 5/4 «Про присвоєння звання „Почесний громадянин м. Миколаєва“»).

## Нагороди
- Почесна грамота КМ України (2002),
- Золота медаль Української АН (2004),
- Почесна грамота ВРУ «За особливі заслуги перед Українським народом» (2007),
- Державна премія України в галузі науки і техніки (2007)[1].

## Наукові роботи
- Романовский Г. Ф. Плазменное воспламенение и сжигание топлив в судовых установках / Г. Ф. Романовский. — Л. : Судостроение, 1986. — 86 с.
- Романовский Г. Ф. Плазменные системы газоперекачивающих агрегатов / Г. Ф. Романовский, И. Б. Матвеев, С. И. Сербин. — СПб. : Недра, 1992. — 142 с.
- Романовский Г. Ф. Плазмохимические системы судовой энергетики / Г. Ф. Романовский, С. И. Сербин. — Николаев: УГМТУ, 1998. — 246 с.
- Артемов Г. А. Судовые установки с газотурбинными двигателями: учеб. пособие / Г. А. Артемов, В. М. Горбов, Г. Ф. Романовский. — Николаев: УГМТУ, 1997. — 233 с
- Романовський Г. Ф. Камери згоряння суднових газотурбінних двигунів: навч. посібник / Г. Ф. Романовський, С. І. Сербін. — Миколаїв: УДМТУ, 2000. — 259 с.
- Романовський Г. Ф. Теорія та розрахунок парових і газових турбін: навч. посібник / Г. Ф. Романовський, О. Я. Іпатенко, В. М. Патлайчук. — Миколаїв: УДМТУ, 2000. — 292 с.
- Романовський Г. Ф. Теорія та розрахунок парових і газових турбін: навч. посібник / Г. Ф. Романовський, С. І. Сербін. — Миколаїв: УДМТУ, 2002. — 292 с.
- Романовський Г. Ф. Екологічно чисті камери згоряння газотурбінних установок: навч. посібник / Г. Ф. Романовський, С. І. Сербін. — Миколаїв: УДМТУ, 2002. — 84 c.
- Романовський Г. Ф., Теоретичні основи проектування суднових газотурбінних агрегатів: навч. посібник / Г. Ф. Романовський, М. В. Ващиленко, С. І. Сербін. — Миколаїв: УДМТУ, 2003. — 304 с.
- Романовский Г. Ф. Основы трибологии судовых зубчатых муфт: монография / Г. Ф. Романовский, А. П. Попов. — Николаев: НУК, 2004. — 444 с.
- Романовський Г. Ф. Основи розрахунку та проектування компенсуючих зубчатих муфт суднових агрегатів: навч. посібник / Г. Ф. Романовський, О. П. Попов — Миколаїв: НУК, 2005. — 40 с.
- Романовський Г. Ф. Сучасні газотурбінні агрегати: навч. посібник. У 2 т. Т. 1. Агрегати виробництва України та Росії / Г. Ф. Романовський, С. І. Сербін, В. М. Патлайчук. — Миколаїв: НУК, 2005. — 344 с.